# Kuźmicze (rejon wołkowyski)
Kuźmicze (biał. Кузьмічы, Kuźmiczy; ros. Кузьмичи, Kuźmiczi) – wieś na Białorusi, w obwodzie grodzieńskim, w rejonie wołkowyskim, w sielsowiecie Werejki.
Znajduje się tu kaplica prawosławna pw. św. Aleksandra Newskiego, podlegająca parafii w Werejkach.
W dwudziestoleciu międzywojennym leżały w Polsce, w województwie białostockim, w powiecie wołkowyskim, w gminie Tereszki.